# 前652年
| 千纪： | 前1千纪 |
| 世纪： | 前8世纪 \| 前7世纪 \| 前6世纪 |
| 年代： | 前680年代 \| 前670年代 \| 前660年代 \| 前650年代 \| 前640年代 \| 前630年代 \| 前620年代 |
| 年份： | 前657年 \| 前656年 \| 前655年 \| 前654年 \| 前653年 \| 前652年 \| 前651年 \| 前650年 \| 前649年 \| 前648年 \| 前647年                                                                            |
| 纪年： | 周惠王二十五年 魯僖公八年 齊桓公三十四年 晉献公二十五年 秦穆公八年 宋桓公 (春秋時期)三十年 楚成王二十年 衛文公八年 陳宣公四十一年 蔡穆侯二十三年 曹共公元年 郑文公二十一年 燕襄公六年 杞成公三年 |

## 大事记
- 齊桓公組織洮之會。參與首止之會的諸侯與會，為周惠王發
- 埃蘭退出了与巴比伦国王沙马什·舒姆·乌金的军事同盟，后者没有等到古埃及国王普萨美提克一世承诺的援军，就在年底对其同父异母的兄弟亚述巴尼拔發動進攻。